# Enoplocerus
Enoplocerus is een kevergeslacht uit de familie van de boktorren (Cerambycidae). De wetenschappelijke naam van het geslacht werd voor het eerst geldig gepubliceerd in 1832 door Audinet-Serville.

## Soorten
Enoplocerus is monotypisch en omvat slechts de volgende soort:
- Enoplocerus armillatus (Linnaeus, 1767)